# 京酱肉丝

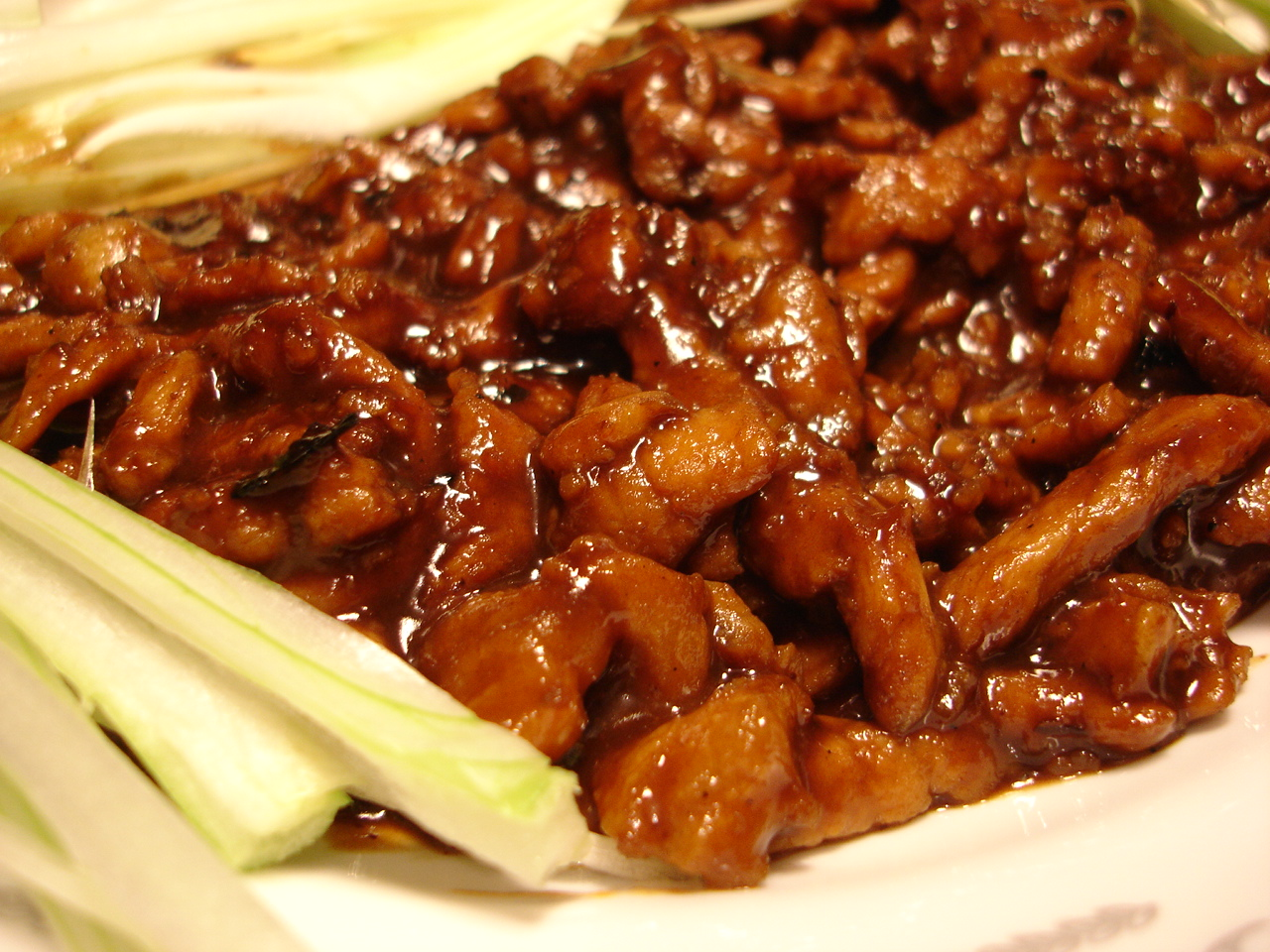
一盘京醬肉絲

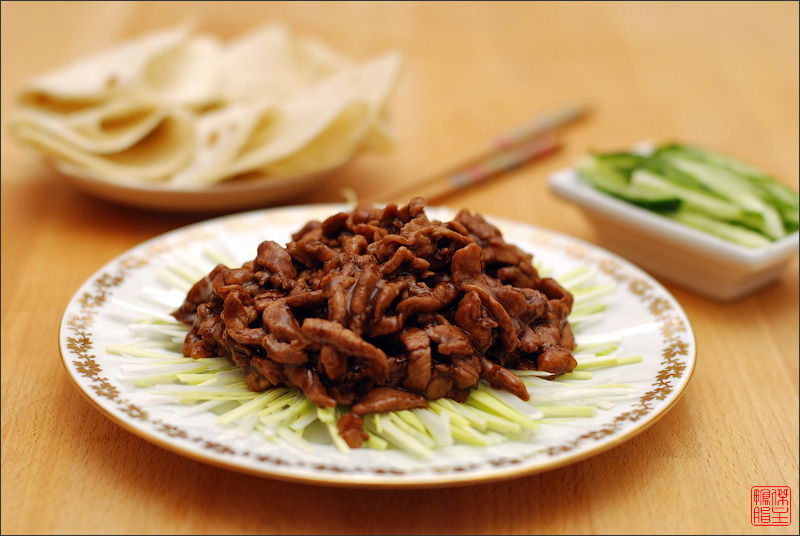
传统的京酱肉丝配豆皮、黄瓜丝

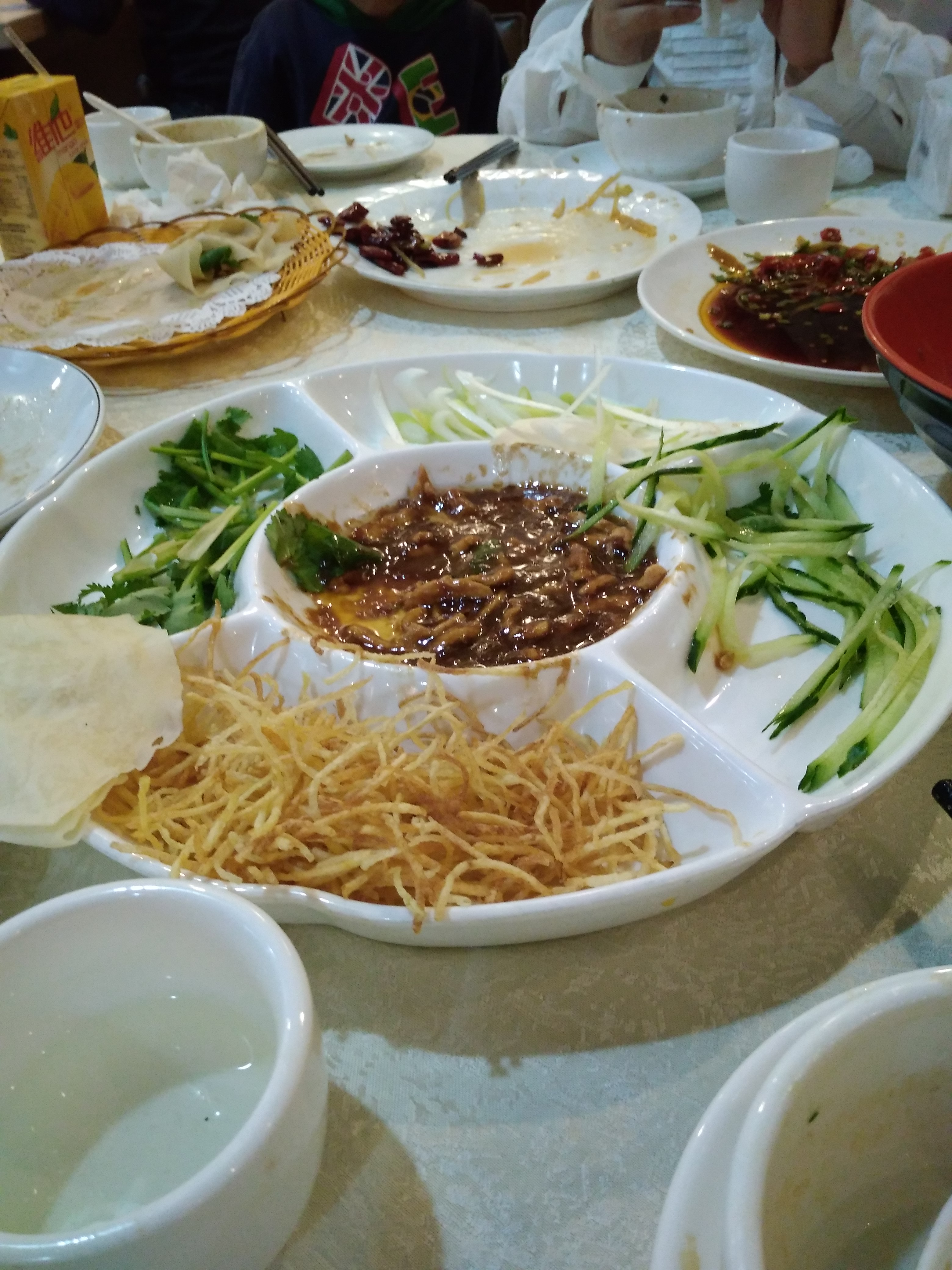
以北京烤鸭摆盘做法呈现的新派京醬肉絲，辅以配菜和面饼

京酱肉丝是一道传统的北京风味菜肴。以猪脊肉为主料，辅以黄酱或甜面酱及其它调味品，用北方“酱爆”技法烹制而成。食用时以葱丝、腐皮为作。口味咸甜适中，酱香浓郁，风味独特。另有为素食主义者准备的素食版本，以炸豆腐替换里脊肉。